# Amata lateralis
Amata lateralis là một loài bướm đêm thuộc phân họ Arctiinae, họ Erebidae.